# Белизийски бариерен риф
Белизийският бариерен риф е поредица от коралови рифове по бреговете на Белиз. Рифът представлява 300-километров участък от 900-километровия Мезоамерикански бариерен риф, който е един от най-големите коралови рифове в света след Големия бариерен риф в Австралия и Нова Каледония. Той е водеща туристическа дестинация на Белиз, популярна за гмуркане, и привлича почти половината от посетителите в страната – около 260 000. Той е от жизненоважно значение за риболовната индустрия.
Крайбрежната зона на Белиз е една от най-забележителните екосистеми, която обхваща най-големия бариерен риф в северното полукълбо, отдалечени от брега атоли, стотици пясъчни плитчини, мангрови гори, крайбрежни лагуни и естуари. Седемте участъка от системата илюстрират историческото развитие на рифа и са важен хабитат за множество застрашени видове като морската костенурка, морската крава и американския морски крокодил.
През 1842 година Чарлз Дарвин го описва като „най-забележителния риф в Западна Индия“.
Белинезийският бариерен риф е част от световното културно и природно наследство на ЮНЕСКО от 1996 г.